# Mont Mimat
Le mont Mimat ou mont des Mendois est une montagne située en Lozère et surplombant la ville de Mende. Il fait partie du causse de Mende. Il est couvert en grande partie par la forêt de Mende gérée par l'Office national des forêts.

## Toponymie

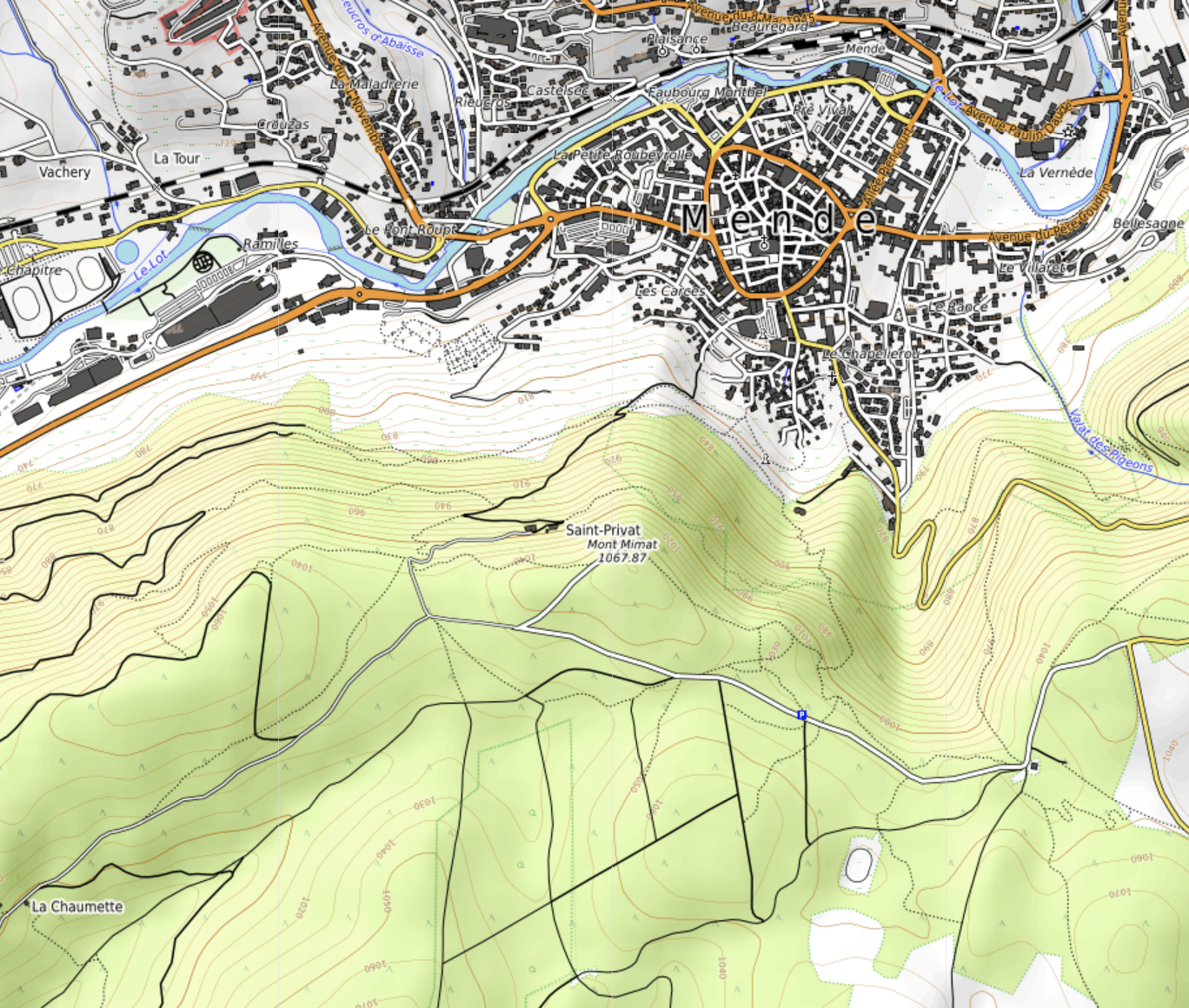
Carte topographique.

Le nom du Mont Mimat est attesté au VIe siècle par Grégoire de Tours comme Mons Memmatensis, d'où au Xe siècle le nom du village attenant Mematensem viculum, donné Memde au XIIe, puis Mende aujourd’hui. L'adjectif Memmatensis, construit avec le suffixe d'appartenance latin -ēnsis, renvoie au gaulois *Memmat(i)a ou *Memmat(i)o- qui rappelle le nom des divinités gauloises Menmantiae. Le thème *menman- « esprit, pensée, prière » se retrouve également dans des noms propres gaulois. Pour Xavier Delamarre, les *Menmantiās celtiques, tutélaires de la montagne de Mende sont soit des Muses, soit des Minerves, « en tout cas des déesses de l’intelligence, de la mémoire ou de la pensée pieuse ».

## Géographie

### Localisation
Deux routes (goudronnées) permettent d'accéder au mont Mimat. Du côté de la vallée du Lot (Mende) c'est la Côte de la Croix Neuve, baptisée également Montée Jalabert, car devenue célèbre par la victoire à l'étape de Mende du Tour de France en 1995 gagnée par ce coureur cycliste un 14 Juillet, et qui permet d'arriver jusqu'au sommet. L'autre versant, la vallée du Valdonnez, est desservi par une route depuis le village de Langlade, les pourcentages y sont encore plus pentus.
De nombreux chemins traversent le mont, l'un d'eux permettant de rejoindre le mont Lozère.

### Climat
Le mont Mimat possède un climat à peu près similaire à celui de Mende.

### Faune et flore
Le causse du mont Mimat a été entièrement reboisé au début du XXe siècle. C'est le pin noir d'Autriche qui a été l'arbre choisi pour le reboiser. On y trouve des lapins, cervidés, sangliers et renards, une faune commune au Massif central.

## Activités

### Ermitage

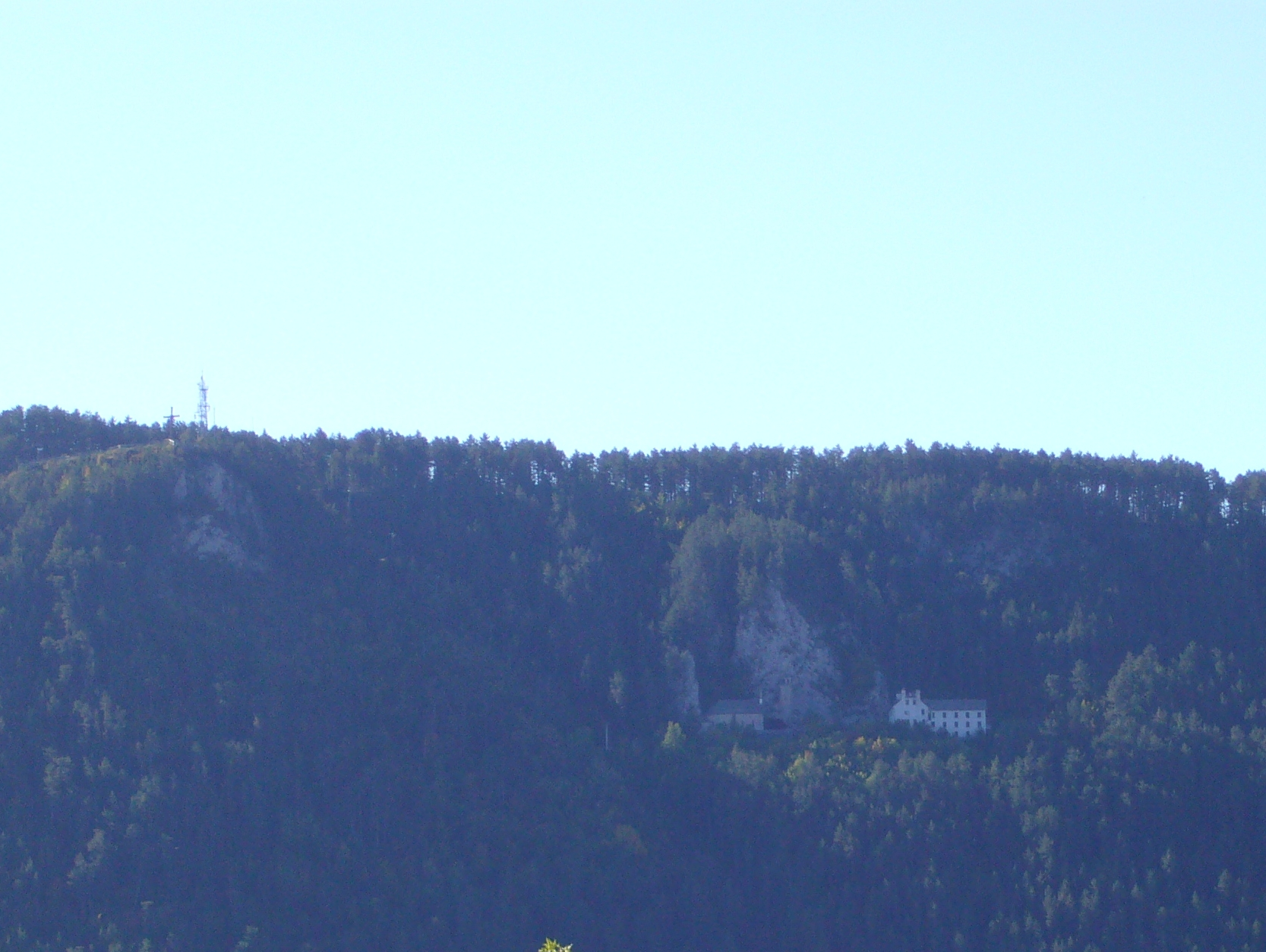
À gauche : la croix, à droite l'ermitage (chapelle et hôtel)

Le mont Mimat est surplombé par une croix éclairée de nuit, la croix de Saint Privat qui domine entièrement la vallée du Lot. Une première croix, en bois, avait été plantée en 1900 ou 1907. Elle a été remplacée quelques années plus tard, le 8 juillet 1933, année de jubilé, par une croix de fer de 12 mètres 50 de hauteur. Jusqu'en 1945, cette croix était le lieu de grands rassemblements en l'honneur des soldats mendois. Cette croix est illuminée depuis l'été 1965. Cette croix tient son nom de Saint Privat, martyr catholique, qui avait établi son ermitage au IIIe siècle sur les contreforts du mont. Et c'est depuis sa grotte jusqu'au pied de la montagne qu'il aurait été martyrisé par les envahisseurs barbares menés par leur chef Chrocus.
On associe bien des miracles à l'ermitage de Saint Privat dans les grottes qu'il aurait aménagées au-dessus de Mende. Plusieurs ermites y ont élu domicile au fil des siècles. C'est en 1873 que fut percée la grotte du Calvaire, et bâties les stations du chemin de croix qui y mène encore de nos jours.
L'ermitage a longtemps été un lieu de pèlerinage, qui permit à la ville de Mende, devenue successivement siège épiscopal et capitale du Gévaudan, de prospérer.

### Installations

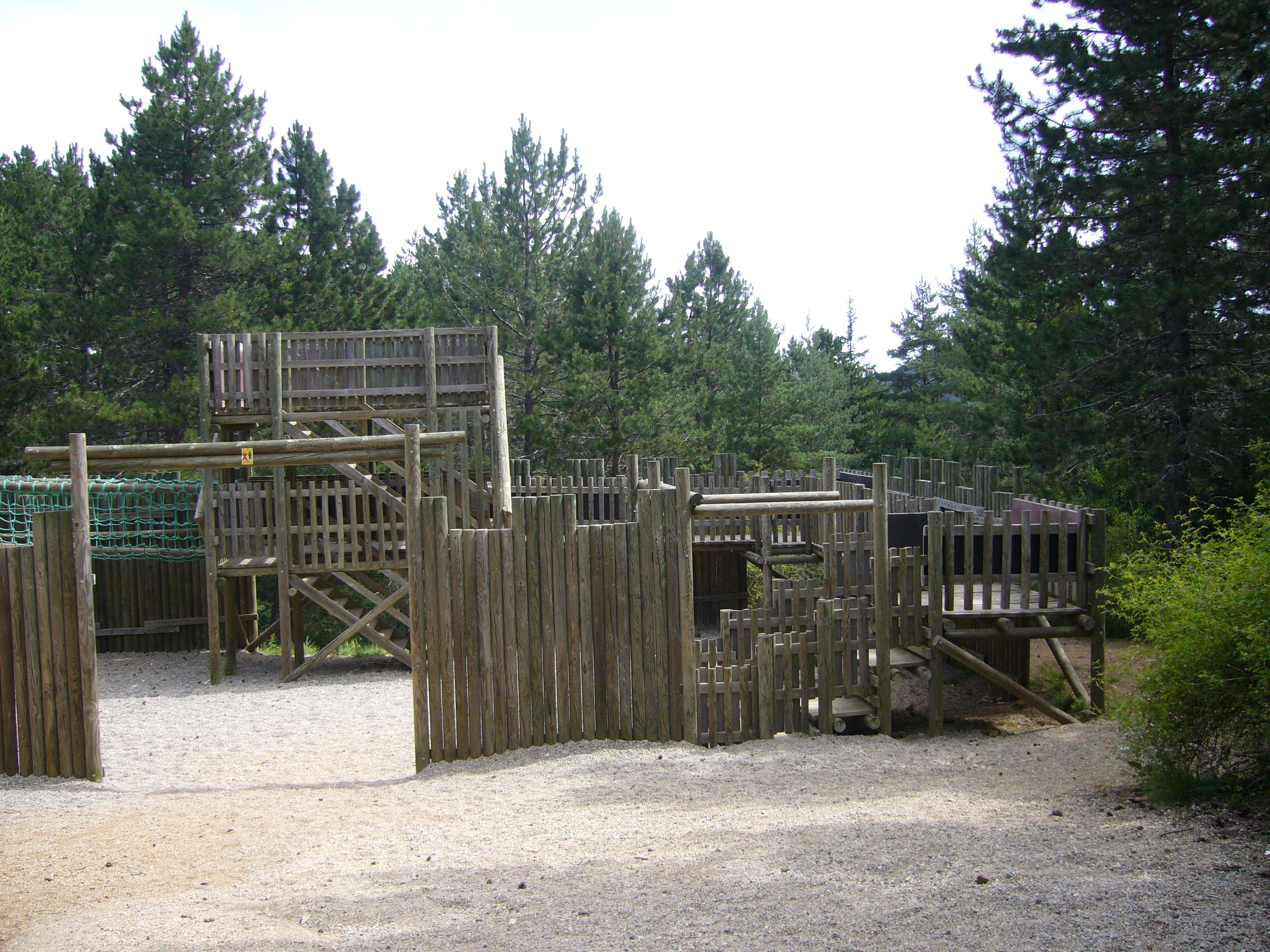
Le fort des Cow-Boys, jeux pour enfants

C'est sur le mont Mimat que se trouve l'aérodrome de Mende-Brenoux. Cet aérodrome a la particularité d'avoir été le théâtre de la scène finale du film La Grande Vadrouille, mais également de trois arrivées du Tour de France cycliste en 1995, 2005 et 2010 (victoires respectives de Laurent Jalabert, Marcos Serrano et de Joaquim Rodríguez).
De nombreux chemins de randonnées et de parcours VTT explorent le causse. Un parcours de découverte est présent depuis les années 2000, tout comme un parcours acrobatique (accrobranche) et un parcours de santé. De même, un promontoire de départ de parapentes est situé proche du sommet.
Le projet Mimata vise à l'implantation progressive de lieux touristiques sur le Causse. Le sentier d'interprétation du causse est en place. La maison du causse et le projet de site d'observation astronomique n'ont cependant pas encore vu le jour. Le parcours acrobatique s'est lui greffé ultérieurement au projet.

### Habitations

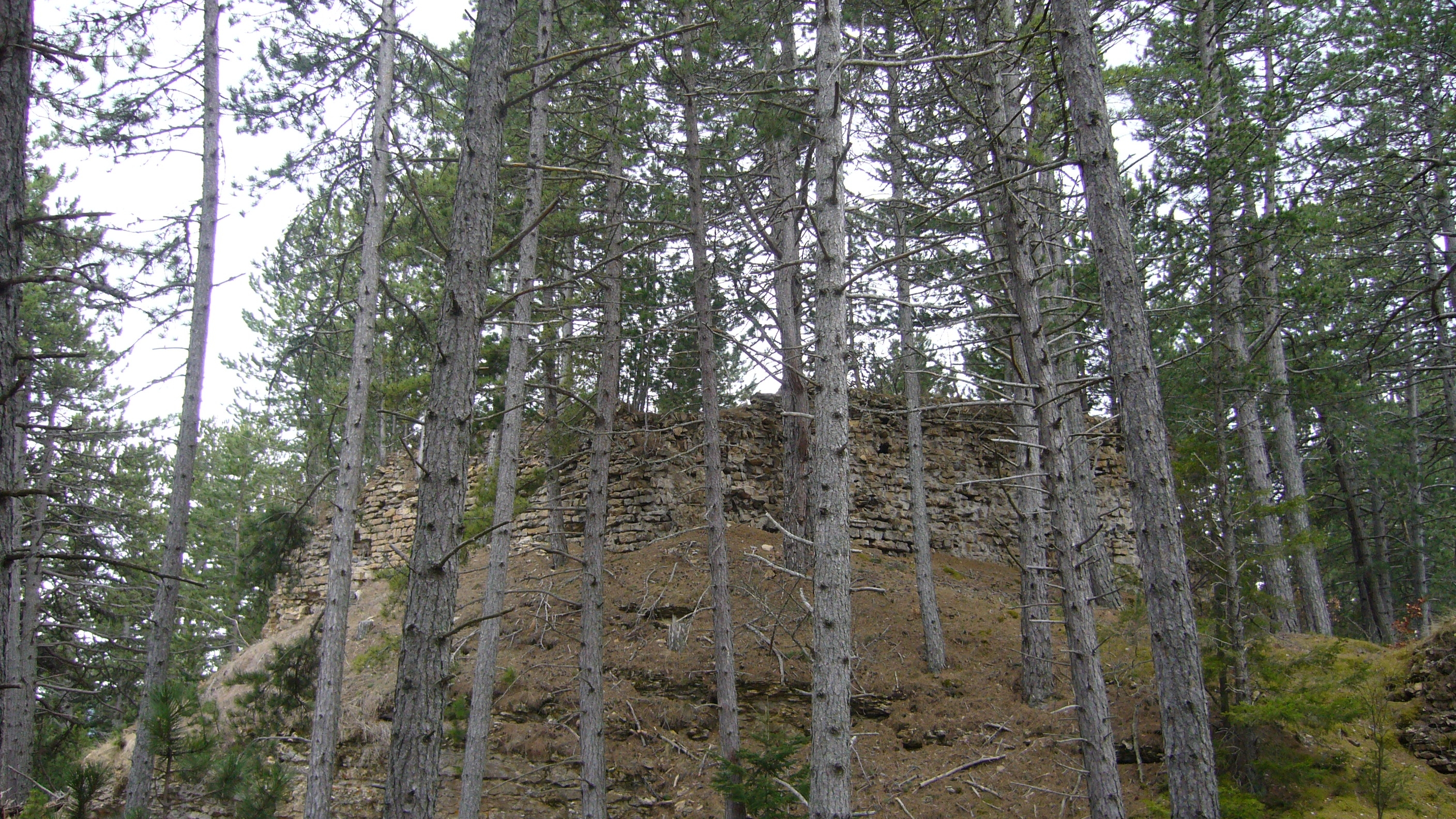
Les restes de la forteresse de Chapieu

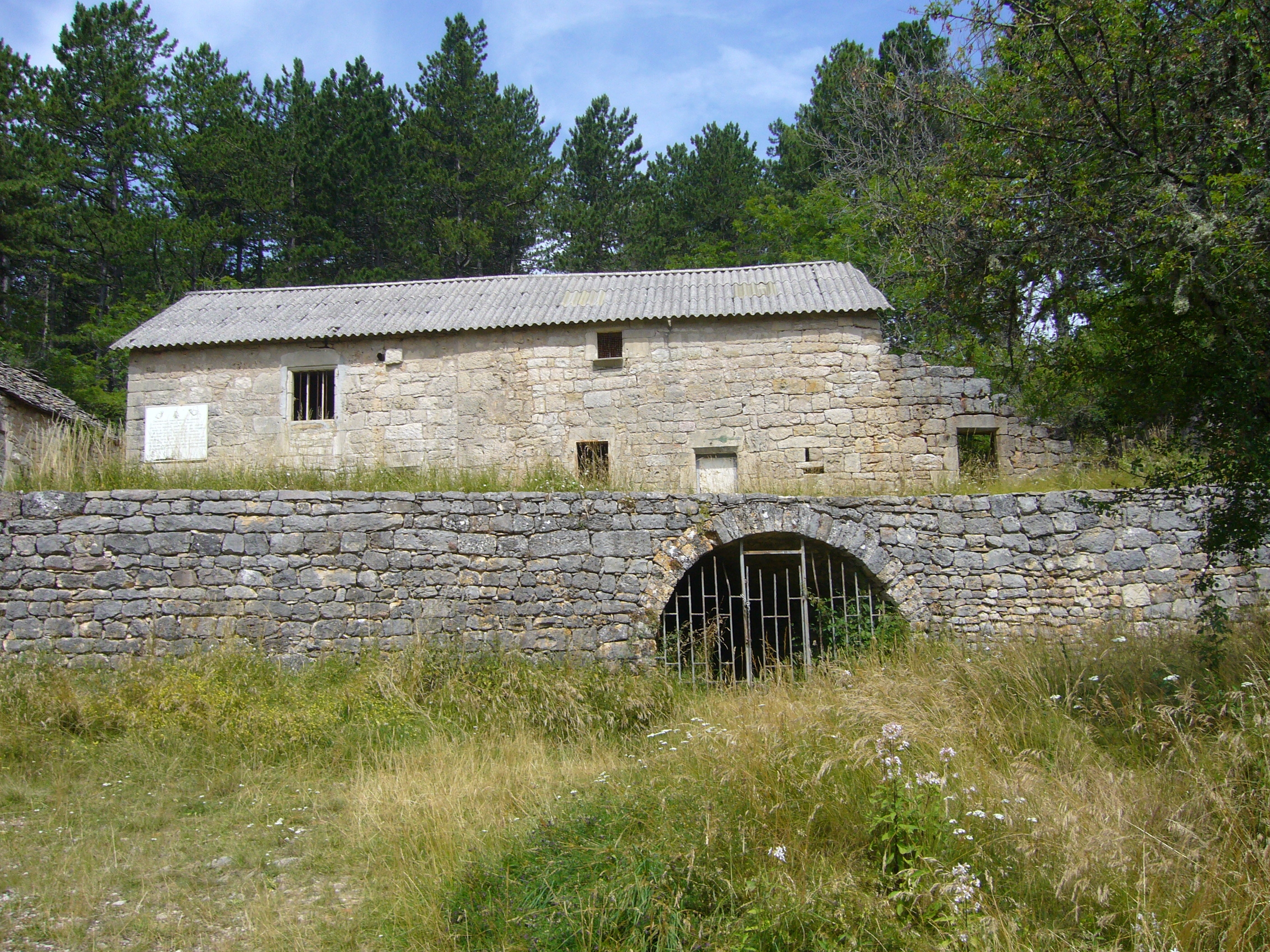
Le village mort de la Chaumette

La ville de Mende a toujours eu un statut particulier en Gévaudan. Siège épiscopal ayant obtenu un temps son indépendance de par le Roi, la ville était également sous l'influence des baronnies du Tournel et de celles de Cénaret et de Peyre. La baronnie du Tournel, basée en son château proche de Saint-Julien-du-Tournel, avait fait bâtir un château à Chapieu, sur le versant sud du mont Mimat, dominant ainsi le Valdonnez. C'est d'ailleurs dans le Valdonnez que va s'installer la famille de Tournel après avoir quitté Chapieu, préférant la fraîcheur du château du Boy. La forteresse de Chapieu sera construite ou renforcée par Aldebert III du Tournel, évêque de Mende. Le but étant de sécuriser la voie qui ralliait Mende à la voie Régordane. La ferme de Chapieu était ensuite établie dans les environs, elle est cependant désormais abandonnée.

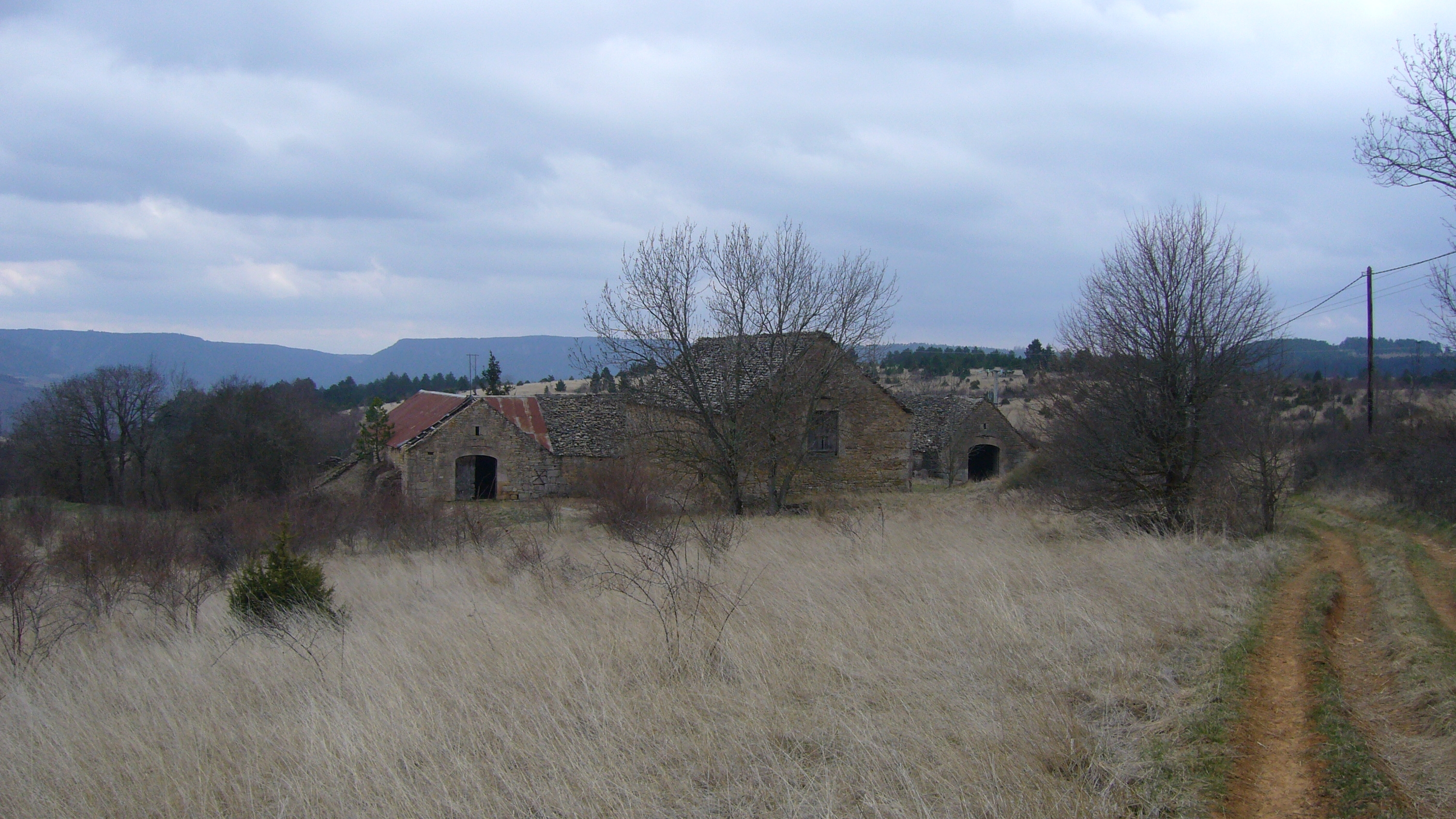
La ferme abandonnée de Chapieu

Les restes des deux seuls villages du causse sont encore visibles. Ils étaient implantés autour des deux seules sources d'eau. Surnommés les « villages morts », ils portent officiellement les noms de Gerbal et de Chaumette. Ils se sont désertifiés au cours du XIXe siècle. Les derniers habitants ont vendu les villages à l'Etat en 1905. Ces villages vivaient de l'élevage des moutons et de la culture du blé. Or, l'intensification du déboisement et le surpâturage ont engendré l'épuisement des sols. Seules les ruines des habitations calcaires caussenardes subsistent.

### PylôneTDF
Au sommet du mont Mimat (derrière la Croix de Saint Privat) ont été installées les antennes de TDF pour le réémetteur de TNT et de radio FM pour arroser le bassin mendois. Il relaye l'émetteur du Truc de Fortunio. D'une hauteur de 30 mètres, les pylônes permettent aussi, depuis octobre 2006, au bassin de disposer de la TNT.

#### Télévision

##### Analogique
Le pylône TDF du mont Mimat a émis Canal+ en analogique jusqu'au 13 octobre 2010 et les 5 autres chaînes historiques jusqu'au 29 novembre 2011.
| Chaîne                        | Canal | Puissance (PAR) |
| ----------------------------- | ----- | --------------- |
| TF1                           | 45H   | 60 W            |
| France 2                      | 39H   | 60 W            |
| France 3 Languedoc-Roussillon | 42H   | 60 W            |
| Canal+                        | 6H    | 7 W             |
| France 5 / Arte               | 59H   | 45 W            |
| M6                            | 62H   | 45 W            |

##### Numérique
Le pylône TDF réemet les multiplexes TNT avec les mêmes canaux que ceux utilisés par l'émetteur du Truc de Fortunio.
| Multiplex | LCN              | Chaînes                                                              | Canal | Puissance (PAR) | Diffuseur |
| --------- | ---------------- | -------------------------------------------------------------------- | ----- | --------------- | --------- |
| R1        | 2 3 14 19 27     | France 2 France 3 Languedoc-Roussillon France 4 France Ô France Info | 34H   | 30 W            | TDF       |
| R2        | 8 15 16 17 18    | C8 BFM TV CNews CStar Gulli                                          | 31H   | 30 W            | TDF       |
| R3        | 4 26 41 42 43 45 | Canal+ LCI Paris Première Canal+Sport Canal+Cinéma Planète+          | 50H   | 30 W            | TDF       |
| R4        | 5 6 7 9 22       | France 5 M6 Arte W9 6ter                                             | 53H   | 30 W            | TDF       |
| R6        | 1 10 11 12 13    | TF1 TMC NT1 NRJ 12 LCP-Public Sénat                                  | 46H   | 30 W            | TDF       |
| R7        | 20 21 23 24 25   | HD1 La chaîne L'Équipe Numéro 23 RMC Découverte Chérie 25            | 35H   | 30 W            | TDF       |

#### Radio FM
Le pylône TDF émet 11 radios FM sur l'agglomération mendoise.
| Fréquence | Radio                   | Catégorie      | Puissance | Code RDS (PS) |
| --------- | ----------------------- | -------------- | --------- | ------------- |
| 87.6      | M Radio                 | D              | 200 W     | M_RADIO_      |
| 88.1      | France Inter            | Radio publique | 200 W     | __INTER_      |
| 91.0      | Radio Lenga d'Oc        | A              | 100 W     | LENGADOC      |
| 92.0      | France Culture          | Radio publique | 200 W     | _CULTURE      |
| 94.1      | 48 FM                   | A              | 200 W     | __48_FM_      |
| 95.9      | France Musique          | Radio publique | 200 W     | MUSIQUE_      |
| 96.5      | Skyrock                 | D              | 200 W     | SKYROCK_      |
| 99.5      | France Bleu Gard Lozère | Radio publique | 100 W     | BLEUGARD      |
| 101.9     | Sud Radio               | B              | 200 W     | SUDRADIO      |
| 105.5     | France Info             | Radio publique | 200 W     | __INFO__      |
| 107.2     | Mouv'                   | Radio publique | 200 W     | __MOUV'_      |

#### Téléphonie mobile
Le pylône TDF possède des relais pour Orange et Free.
| Opérateur | 2G  | 3G  | 4G  | FH  |
| --------- | --- | --- | --- | --- |
| Orange    | Oui | Oui | Non | Oui |
| Free      | Non | Oui | Oui | Oui |

#### Photos du site
Sur tvignaud (consulté le 22 avril 2017).

### PylôneTowercast
Un pylône d'une hauteur de 27 mètres est situé à proximité du site TDF et diffuse 1 radio FM,. Il appartient à Towercast.

#### Radio FM
| Fréquence | Radio            | Catégorie | Puissance | Code RDS (PS) |
| --------- | ---------------- | --------- | --------- | ------------- |
| 107.9     | Rire et Chansons | D         | 100 W     | _RIRE_&_      |

### MâtRCF
Sur le Mont Mimat se trouve également un mât diffusant RCF Lozère sur 97.9 FM avec une puissance de 200 W.
| Fréquence | Radio      | Catégorie | Puissance | Code RDS (PS) |
| --------- | ---------- | --------- | --------- | ------------- |
| 97.9      | RCF Lozère | A         | 200 W     | RCFLOZER      |

#### Photos du site
Sur tvignaud (mât au second plan sur la photo de droite) (consulté le 22 avril 2017).